# 式場麻青
式場 麻青（しきば ませい、1882年（明治15年）3月23日 - 1933年（昭和8年）4月1日）は、日本の歌人、書家、国文学者。元大阪府女子師範学校専攻科教授。本名は式場 益平（しきば ますへい）。

## 略歴
新潟県中蒲原郡五泉町大字五泉字指柳（現 五泉市本町）の式場幸八の長男として生まれた。
1897年（明治30年）4月に新潟中学校に入学すると、俳句の会・舟江会に入り、2年先輩の会津八一と知り合った。1901年（明治34年）7月に同級生の青木得三、安倍邦太郎、山崎良平たちと同人雑誌『若菜舟』を発行した。
1902年（明治35年）3月に新潟中学校を卒業すると、上京して二松學舍で三島中洲に漢文学を、落合直文に国文学を学んだ。神田区三崎町（現 千代田区神田三崎町）の国語伝習所でも学び、1906年（明治39年）7月に卒業した。
1907年（明治40年）4月に帰郷すると、家業の精米業に従事し、生家の裏に精米所を作って村松町の連隊に米を納める商売を始めた。その傍ら、俳句結社・曙吟社に入って俳句活動を続け、会津八一と手紙で交流を続けた。
俳句結社・挿柳社を主宰し、1909年（明治42年）3月に俳句雑誌『芽柳』を創刊した。会津八一が原稿を寄せたり、編集や経営に助力したりしたが、間もなく廃刊した。以後、会津八一と同様に万葉調の短歌を詠むようになった。
1912年（明治45年）7月に結婚した。姉が婿を取って結婚し家を継いでいたため、生家の裏に新居を構えて分家した。
1913年（大正2年）1月に新潟市の行形亭で開かれた、ドイツに留学する櫻井天壇の送別会で郷土の文芸の興隆のために北人社を結成しようと提案すると、小林存や山田穀城たち全員が賛成した。作品は『新潟新聞』に発表した。
『新潟新聞』が、1914年（大正3年）に他紙と合併したり、1916年（大正5年）に分裂したりして、新聞を作品発表の場とするのが難しくなったため、同年9月に小林存と旬刊『高志時報』を創刊したが、資金が続かず廃刊した。
会津八一に歌集の出版を勧められたため、上京して会津八一に歌稿や序文の校閲などをしてもらい、1924年（大正13年）8月に歌集『摩星樓歌帖抄』を出版した。これに刺激されて会津八一も同年12月に歌集『南京新唱』を出版した。
新潟中学校からの友人で大阪府女子師範学校校長の山崎良平に招聘されて1926年（大正15年）10月に同校の専攻科の国文学の教授に就任した（単身赴任）。良寛を研究し、会津八一、相馬御風、安田靫彦たちと交流した。
1930年（昭和5年）2月に如月会を結成、1932年（昭和7年）2月に短歌雑誌『きさらぎ』を創刊、3月に大阪府女子師範学校を辞職、4月に肋膜炎を発症、7月に帰郷して療養、1933年（昭和8年）4月1日に肺結核のため死去した。
会津八一は式場麻青を偲んで「麻青居士」という題名の随筆を書き、自身が社長を務める夕刊新潟社の『夕刊ニイガタ』に1947年（昭和22年）4月1日と2日にわたって発表した。「麻青居士」は『會津八一全集』に収録されている。
式場麻青は、「いやしくも学芸の道にあるものは、自己宣伝などすべきでない」と言っていた。そして、「百年後に仮に一人でも、昔麻青と言う人間が此世に存在していた事を、知ってくれれば満足である」と若き日の日記に書いている。

## 親族
- 式場庶謳子 - 娘、木版画家。式場麻青に初めて会ったのは1933年（昭和8年）4月1日の式場麻青の臨終の時であった。その日の小学校の入学式には出ることができなかった[26]。
- 式場隆三郎 - 甥、姉の三男、精神科医。式場麻青の影響で文学に興味を持ち[27][28]、中学生の時に式場麻青に号をねだって「榴散樓」と名付けてもらった[29]。式場隆三郎の書斎には会津八一が揮毫した「榴散樓」の扁額が掛かっている[30]。

## 著書
- 『摩星樓歌帖抄』雄文堂、1924年。
- 『剪燈残筆 式場益平遺歌集』式場壽平[編]、浅野梨郷[序]、式場壽平、1981年。
- 『良寛をめぐりて 式場麻青遺稿』式場壽平[編]、式場庶謳子[絵]、式場壽平、1992年。